# A Lyga 2003
La A Lyga 2003 fue la decimocuarta edición del torneo de fútbol más importante de Lituania que se jugó del 4 de abril al 31 de octubre y que contó con la participación de 8 equipos.
El FBK Kaunas gana su quinto título de manera consecutiva.

## Clasificación
| Pos. | Equipo             | Pts. | PJ | G  | E | P  | GF | GC | Dif. | Clasificación o descenso                      |
| ---- | ------------------ | ---- | -- | -- | - | -- | -- | -- | ---- | --------------------------------------------- |
| 1    | FBK Kaunas (C)     | 68   | 28 | 21 | 5 | 2  | 64 | 20 | +44  | Primera Ronda Clasificatoria Champions League |
| 2    | Ekranas            | 62   | 28 | 18 | 8 | 2  | 50 | 19 | +31  | Primera Ronda Clasifiactoria UEFA Cup         |
| 3    | Vėtra              | 47   | 28 | 13 | 8 | 7  | 42 | 22 | +20  | Primera Ronda Intertoto Cup                   |
| 4    | Žalgiris           | 34   | 28 | 9  | 7 | 12 | 37 | 37 | 0    | Primera Ronda Clasifiactoria UEFA Cup         |
| 5    | Atlantas           | 33   | 28 | 9  | 6 | 13 | 27 | 30 | −3   | Primera Ronda Intertoto Cup                   |
| 6    | Sūduva Marijampolė | 32   | 28 | 8  | 8 | 12 | 39 | 45 | −6   |                                               |
| 7    | Šviesa             | 26   | 28 | 7  | 5 | 16 | 25 | 38 | −13  |                                               |
| 8    | Sakalas (D)        | 8    | 28 | 1  | 5 | 22 | 13 | 86 | −73  | Abandonó la liga y descendió                  |

 Fuente: 
Notas:
1. ↑  Sakalas descendió. Su lugar fue tomado por el FK Šilutė.

## Resultados
| Local \ Visitante  | ATL | EKR | FBK | SAK | SŪD | ŠVI | VĖT | ŽAL |
| ------------------ | --- | --- | --- | --- | --- | --- | --- | --- |
| Atlantas           |     | 0–1 | 0–1 | 6–1 | 1–1 | 1–0 | 1–0 | 2–1 |
| Ekranas            | 3–1 |     | 2–1 | 1–0 | 3–1 | 3–0 | 3–1 | 1–1 |
| FBK Kaunas         | 0–1 | 2–0 |     | 3–1 | 3–3 | 1–0 | 0–0 | 3–0 |
| Sakalas            | 0–0 | 0–3 | 1–5 |     | 2–4 | 0–0 | 0–1 | 1–2 |
| Sūduva Marijampolė | 1–0 | 0–0 | 0–1 | 0–1 |     | 0–1 | 0–2 | 2–2 |
| Sviesa             | 0–2 | 0–2 | 0–2 | 3–0 | 2–1 |     | 0–5 | 0–0 |
| Vėtra              | 0–0 | 0–2 | 0–1 | 1–1 | 1–0 | 1–0 |     | 1–1 |
| Žalgiris           | 2–0 | 0–0 | 1–2 | 2–0 | 0–1 | 2–2 | 1–3 |     |

| Local \ Visitante  | ATL | EKR | FBK  | SAK | SŪD | ŠVI | VĖT | ŽAL |
| ------------------ | --- | --- | ---- | --- | --- | --- | --- | --- |
| Atlantas           |     | 0–1 | 1–3  | 4–0 | 3–3 | 0–0 | 2–1 | 0–1 |
| Ekranas            | 1–0 |     | 2–2  | 2–1 | 2–2 | 2–1 | 2–3 | 3–0 |
| FBK Kaunas         | 1–0 | 2–0 |      | 2–1 | 4–1 | 1–0 | 1–1 | 1–0 |
| Sakalas            | 0–0 | 0–4 | 0–10 |     | 0–4 | 1–4 | 1–1 | 0–4 |
| Sūduva Marijampolė | 3–0 | 0–0 | 2–5  | 2–1 |     | 3–1 | 1–0 | 1–2 |
| Sviesa             | 3–0 | 1–3 | 0–3  | 2–0 | 1–1 |     | 1–2 | 0–1 |
| Vėtra              | 1–0 | 0–0 | 1–2  | 9–0 | 2–1 | 1–0 |     | 4–1 |
| Žalgiris           | 1–2 | 0–2 | 0–2  | 7–0 | 5–1 | 0–3 | 0–0 |     |